# تيم هاريل
تيم هاريل (بالإنجليزية: Tim Harrell)‏ هو لاعب كرة قاعدة جنوب أفريقي، ولد في 31 أكتوبر 1975 في Mowbray, Cape Town ‏ في جنوب أفريقيا.

## وصلات خارجية
- تيم هاريل على موقعبيزبول رفرنس.كوم (الدوري الثانوي) (الإنجليزية)
- تيم هاريل على موقع أوليمبيديا (الإنجليزية)